# Рулевский, Виктор Михайлович
Виктор Михайлович Рулевский  (род. 29 июня 1980 года, Шымкент Южно-Казахстанская область, Казахская ССР, СССР) — российский учёный, специалист по автоматике, электромеханике и силовой интеллектуальной электронике; ректор Томского государственного университета систем управления и радиоэлектроники (с 17.09.2019).

## Биография

### Образование
Окончил школу-лицей № 15 им. Н. К. Крупской города Чимкента Южно-Казахстанской области.
В 1997 году поступил в Томский политехнический университет (ТПУ) на факультет автоматики и электромеханики. В 2001 году получил диплом бакалавра с отличием и поступил в магистратуру, которую также с отличием окончил в 2003 году по направлению «Электротехника, электромеханика и электротехнологии». В этот же период обучался и с отличием защитил диплом по программе дополнительного образования «Преподаватель высшей школы» в ТПУ.
С 2003 года проходил обучение в аспирантуре и в 2006 защитил диссертационную работу по направлению 05.09.03 «Электротехнические комплексы и системы» с присуждением степени кандидата технических наук. Обучался в очной докторантуре при Томском государственном университете систем управления и радиоэлектроники (ТУСУР). В 2020 году получил диплом доктора технических наук, ранее защитив диссертационную работу по теме «Энергоэффективные системы электропитания глубоководных телеуправляемых необитаемых подводных аппаратов» в диссертационном совете Новосибирского государственного технического университета.

### Научно-административная работа
В 2003 году приступил к работе в НИИ автоматики и электромеханики при ТУСУРе (НИИ АЭМ) в должности младшего научного сотрудника. Здесь прошёл путь от ведущего сотрудника (2007), заведующего лабораторией (2010) до заместителя директора НИИ АЭМ по опытно-конструкторским работам (2012), заместителя директора по научной работе (2015).
С 2016 по 2018 год — директор НИИ автоматики и электромеханики при ТУСУРе.
С 2018 по 2019 год — проректор по научной работе и инновациям ТУСУРа.
10 июня 2019 года избран ректором ТУСУРа на конференции трудового коллектива. С 17 сентября 2019 года утверждён в должности ректора ТУСУРа согласно приказу Министерства науки и высшего образования Российской Федерации.
Руководитель и участник крупных научно-исследовательских и опытно-конструкторских работ по разработке и созданию современных устройств интеллектуальной энергетической электроники для космических, подводных и наземных робототехнических комплексов и автоматизированных систем контроля и испытания:
- многофункциональный ряд систем энергоснабжения для телеуправляемых необитаемых подводных аппаратов с судна-носителя различного назначения — внедрены и эксплуатируются морским флотом РФ, ГНЦ ФГУГП «Южморгеология»;
- автоматизированная контрольно-испытательная аппаратура для комплексных проверок и испытаний систем электропитания космических аппаратов, бортовые приборы — модули контроля и управления литий-ионными батареями и т. д. — внедрены и эксплуатируются АО «Информационные спутниковые системы» им. акад. М. Ф. Решетнёва, АО "РКЦ «Прогресс», ПАО «Сатурн», ПАО "РКК «Энергия», ФГУГП «НПО им. С. А. Лавочкина» и др.;
- системы гарантированного электропитания для областных и городских учреждений здравоохранения Томской и Кемеровской областей.

Автор более 65 публикаций, в том числе в изданиях, индексируемых Scopus и Web of Science, а также монографий и учебных пособий. Имеет 14 патентов РФ на изобретения и полезные модели и свидетельств об официальной регистрации программ для компьютеров.

### Педагогическая деятельность
С 2014 года — доцент на кафедре компьютерных систем в управлении и проектировании (КСУП) ТУСУРа. С 2021 года — профессор кафедры КСУП ТУСУРа.
Занимается подготовкой кадров высшей квалификации, специалистов, магистрантов и кандидатов технических наук.
Преподаваемые учебные дисциплины: «Системы энергоснабжения автономных объектов», «Автоматизированные комплексы распределенного управления» и «Микропроцессорные устройства».

### Общественная деятельность
Эксперт в экспертных советах и рабочих группах при заместителе Губернатора Томской области по научно-образовательному комплексу и цифровой трансформации, заместителе Губернатора Томской области по промышленной политике, Департамента по развитию инновационной и предпринимательской деятельности Томской области.
Ответственный за направление «Экспорт образования» Томского консорциума научно-образовательных и научных организаций.
Руководитель Томского регионального отделения Академии инженерных наук им. А. М. Прохорова.

## Санкции
6 марта 2022 года после вторжения России на Украину подписал письмо в поддержу российской агрессии. С 9 июня 2022 года находится под персональными санкциями Украины за поддержку войны. Также был внесён ФБК в список коррупционеров и разжигателей войны за поддержку нападения на Украину, 16 марта 2022 года форумом свободной России внесён в «Список Путина» и доклад «поджигателей войны» с предложением введения против него международных санкций.

## Награды
- Юбилейный знак «75 лет Томской области» (2019)
- Лауреат премии Томской области в сфере образования, науки, здравоохранения и культуры (2018)
- Медаль «За достижения», награда Губернатора Томской области С. А. Жвачкина (2018)
- Почётная Грамота Министерства образования и науки Российской Федерации за заслуги в сфере образования и многолетний добросовестный труд (2017)
- Свидетельство о занесении на доску почёта Советского района города Томска «За плодотворную профессиональную деятельность на благо Советского района города Томска» (2017)
- Почётная Грамота Администрации Томской области (2016)
- Медаль Федерации космонавтики России им. К. Э. Циолковского (2016)

## Публикации в СМИ
- ТАСС: Ректор ТУСУРа: ориентируемся на модель опорного университета для развития региона
- ТАСС: ТУСУР стал координатором работ по развитию кадрового потенциала электронной промышленности
- ТАСС: ТУСУР создаст для НПО Лавочкина энергоэффективную аппаратуру для питания МКА
- РИА Томск: Ректор: ТУСУР вошёл в рейтинг THE благодаря внедрению разработок
- Интерфакс: ТУСУР к 2022 году разработает системы радиосвязи для малых спутников
- Интерфакс: Томский вуз изобрёл предохранитель для аккумулятора космического аппарата
- РИА Томск: ТУСУР планирует построить в Томске Центр микроэлектронных систем
- РИА Томск: Биография ректора ТУСУРа Виктора Рулевского
- РИА Томск: Тусуровцы отдали предпочтение Рулевскому на выборах ректора вуза
- ПОИСК: Не по шаблону. В ТУСУР решают задачи космического масштаба
- ТАСС: Томские учёные разработали самые мощные в РФ источники питания для глубоководных роботов